# Quandre Diggs
Quandre Diggs (Houston, 22 gennaio 1993) è un giocatore di football americano statunitense che milita nel ruolo di safety per i Tennessee Titans della National Football League (NFL).

## Carriera

### Detroit Lions
Diggs fu scelto dai Detroit Lions nel corso del sesto giro (200º assoluto) del Draft NFL 2015. Debuttò come professionista nella gara del primo turno contro i San Diego Chargers mettendo a segno 3 tackle. La sua stagione da rookie si concluse con 38 placcaggi in 16 presenze, 4 delle quali come titolare. L'anno successivo, divenuto stabilmente partente della difesa dei Lions, chiuse con 44 tackle.
Il 3 settembre 2018, Diggs sfirmò un rinnovo triennale del valore di 20,4 milioni di dollari con i Lions. Nel Monday Night Football del primo turno della stagione, Diggs mise a segno un intercetto nel primo tentativo di passaggio di Sam Darnold in carriera, ritornando il pallone per 37 yard in touchdown in una gara contro i Jets.

### Seattle Seahawks
Il 22 ottobre 2019, Diggs fu scambiato con i Seattle Seahawks per una scelta del quinto giro del Draft 2020. Dopo avere saltato due partite per infortunio debuttò con la nuova maglia nel Monday Night Football contro i San Francisco 49ers della settimana 10 mettendo a segno un intercetto su Jimmy Garoppolo e ritornandolo per 44 yard. Nella settimana 14 fece registrare altri due intercetti su Jared Goff dei Los Angeles Rams, ritornandone uno in touchdown. La sua annata si chiuse con 3 intercetti, venendo nominato come giocatore di riserva per il Pro Bowl.
Diggs aprì la stagione 2020 con un intercetto e due passaggi deviati su Matt Ryan nella vittoria per 38-25 in casa degli Atlanta Falcons. La settimana successiva fu espulso per un colpo proibito nel primo quarto contro i New England Patriots. A fine stagione fu convocato per il suo primo Pro Bowl (non disputato a causa della pandemia di COVID-19) dopo essersi classificato quarto nella NFL con 5 intercetti.
Nel 2021 Diggs fu convocato per il suo secondo Pro Bowl dopo avere fatto registrare un nuovo primato personale di 94 tackle, con 5 intercetti e 7 passaggi deviati.
Il 14 marzo 2022 Diggs firmò con i Seahawks un rinnovo triennale del valore di 40 milioni di dollari. I primi due intercetti li mise a segno nel dodicesimo turno su Derek Carr ma Seattle fu sconfitta dai Las Vegas Raiders. Il terzo fu nel penultimo turno su Mike White dei New York Jets. La settimana successiva fu decisivo nei tempi supplementari intercettando un pallone di Baker Mayfield dopo il quale i Seahawks calciarono il field goal della vittoria che valse loro la qualificazione ai playoff. Per questa prestazione fu premiato come miglior difensore della NFC della settimana. A fine stagione fu convocato per il suo terzo Pro Bowl dopo 71 placcaggi e 4 intercetti.
Il primo intercetto della stagione 2023, Diggs lo fece registrare nella vittoria nel Monday Night Football del quarto turno contro i New York Giants.
Il 5 marzo 2024 Diggs fu svincolato.

### Tennessee Titans
Il 4 agosto 2024 Diggs firmó un contratto annuale del valore di 5 milioni di dollari con i Tennessee Titans.

## Palmarès
- Convocazioni al Pro Bowl: 3

2020, 2021, 2022
- Difensore della NFC della settimana: 1

18ª del 2022